# 刘新齐
刘新齐（1956年10月—），山东商河人。男，汉族。1975年10月参加工作，1977年4月加入中国共产党。曾任新疆生产建设兵团司令员。

## 生平
1975年10月，任新疆生产建设兵团农四师六十二团四连统计。1977年5月，为伊犁农校学员。1979年7月，任伊犁农垦局农科所技术员。1981年6月，任新疆生产建设兵团农四师农业处参谋（1983年9月到1985年7月在中共新疆维吾尔自治区党委党校学习）。1985年7月，任新疆生产建设兵团农四师七十五团党委副书记、团长。1988年10月，任新疆生产建设兵团农四师七十五团党委书记、团长。1991年11月，任新疆生产建设兵团农四师六十六团党委书记、政委。1992年12月，任新疆生产建设兵团农四师六十六团党委书记、团长、政委。1993年12月，任新疆生产建设兵团农三师党委常委、副师长（1994年9月到1995年7月在中共中央党校培训部中青班学习）。1997年12月，任新疆生产建设兵团农三师党委副书记、师长。2001年1月，任新疆生产建设兵团农一师党委书记、师长，中共阿克苏地委委员。2001年6月，任中共新疆生产建设兵团党委常委、副司令员，中国新建集团公司副总经理。2006年10月，任中共新疆维吾尔自治区党委委员，中共新疆生产建设兵团党委常委、副司令员，中国新建集团公司副总经理。2011年11月，任新疆生产建设兵团司令员、中国新建集团公司总经理，新疆生产建设兵团党委副书记。2017年4月，不再担任新疆生产建设兵团司令员、中国新建集团公司总经理职务。
2013年，当选第十二届全国人民代表大会新疆地区代表。
2017年5月24日，中央纪委监察部网站消息称，日前经中共中央批准，中共中央纪委对新疆生产建设兵团原党委副书记、司令员刘新齐严重违纪问题立案审查。依据《中国共产党纪律处分条例》等规定，经中央纪委常委会会议研究并且报中共中央批准，决定给予其开除中国共产党党籍处分，由监察部报国务院批准给予其行政撤职处分，降为正处级非领导职务；收缴其违纪所得。